# Supermercados Mundial
Supermercados Mundial é uma rede de supermercados da cidade do Rio de Janeiro. Sua matriz fica localizada no bairro de Inhaúma.
Possui lojas de médio e grande porte na cidade do Rio de Janeiro, na Zona Oeste nos bairros de Jacarepaguá, Recreio dos Bandeirantes e Barra da Tijuca; na Zona Norte nos bairros da Ilha do Governador, Irajá, Ramos, Vaz Lobo e Tijuca e Engenho Novo; Na Zona Sul nos bairros de Copacabana e Botafogo e na região central nos bairros de Bairro de Fátima, Praça da Bandeira e Santo Cristo.

## História
Iniciou-se em 1943 em um armazém situado a Avenida Presidente Vargas, nº. 20. Mas esse edifício foi logo demolido para a construção de um viaduto até a Praça da Bandeira. O armazém mudou para a Rua do Matoso, entre os bairros da Tijuca, Praça da Bandeira e Estácio de Sá.
Fundado pelo português Justino de Castro, logo as famílias Gomes de Castro, Assunção e Leite, recém-chegadas de Portugal se incorporam à firma. Com isso o crescimento da empresa foi notório, abrindo filiais de lojas pela cidade.
Ganhou duas vezes o título “O Supermercado do Ano”, concedido pela Bolsa de Gêneros Alimentícios (BGA). Ganhou ainda o Prêmio Internacional Smacna por seu melhor “Sistema de Condicionamento de Ar”, concedido pela Associação Internacional Smacna.
Em julho de 2019, inaugurou, em Niterói, sua vigésima unidade. com cerca de 5000 funcionários trabalhando para nós. 